# Милинкович, Зоран
Зоран Милинкович (серб. Зоран Милинковић; 8 июля 1968, Белград) — сербский футболист, завершивший свою карьеру. В настоящее время тренер.

## Карьера игрока
Зоран Милинкович начал профессиональную карьеру футболиста в хорватском клубе «Младост» (Петринья). В 1990 году Зоран вернулся к сербский клуб «Партизан», за который провёл всего два матча в сезоне 1990/91 до перехода в «Войводину». Также играл за следующие клубы: «Могрен», «Борац», «Раднички», «Гонвед», «Тосу Фьючерс», «Варегем», «Ницца», «Ганза», «Анортосис» и «Докса».

## Карьера тренера
Зоран Милинкович начал карьеру тренера в 2002 году в качестве помощника Ратко Достанича в сербском клубе «Обилич». В августе 2004 года он был назначен главным тренером вместо Достанича, но был освобождён от занимаемой должности после двух месяцев. Позже стал главным тренером сербского клуба «Борча», который успешно выступал на протяжении следующий трёх сезонов. Покинул клуб прежде, чем дебютировал в чемпионате Сербии. После ухода из «Борча» начал тренировать клуб «Колубара», затем «Срем».
Летом 2009 был назначен тренером клуба «Спартак» Суботица. Также тренировал следующие клубы: «Войводина», ОФК, «Арис» и «Вождовац».
25 марта 2015 стал тренером сербского клуба «Партизан».

## Статистика
| Клуб             | Начало           | Конец            | Статистика игр | Статистика игр | Статистика игр | Статистика игр | Статистика игр |
| Клуб             | Начало           | Конец            | И              | В              | Н              | П              | В%             |
| ---------------- | ---------------- | ---------------- | -------------- | -------------- | -------------- | -------------- | -------------- |
| Колубара         | 1 июля 2008      | 20 июня 2009     | 25             | 7              | 8              | 10             | 028,00         |
| Спартак          | 20 июня 2009     | 24 мая 2010      | 30             | 14             | 7              | 9              | 046,67         |
| Войводина        | 27 мая 2010      | 31 мая 2011      | 35             | 24             | 7              | 4              | 068,57         |
| Спартак          | 6 февраля 2012   | 3 сентября 2012  | 19             | 5              | 3              | 11             | 026,32         |
| ОФК              | 18 сентября 2012 | 9 сентября 2013  | 34             | 17             | 6              | 11             | 050,00         |
| Арис             | 9 сентября 2013  | 20 декабря 2013  | 15             | 2              | 6              | 7              | 013,33         |
| Вождовац         | 18 января 2014   | 25 марта 2015    | 39             | 15             | 8              | 16             | 038,46         |
| Партизан         | 25 марта 2015    | 15 октября 2015  | 31             | 19             | 7              | 5              | 061,29         |
| Всего за карьеру | Всего за карьеру | Всего за карьеру | 228            | 103            | 52             | 73             | 045,18         |

## Награды
- Чемпионат Сербии:

 Чемпион: 2014/15